# Біщівська сільська рада
Бі́щівська сільська́ ра́да — адміністративно-територіальна одиниця та орган місцевого самоврядування в Бережанському районі Тернопільської області. Адміністративний центр — село Біще.

## Загальні відомості
- Територія ради: 34,195 км²
- Населення ради: 1 168 осіб (станом на 2001 рік)
- Територією ради протікає річка Золота Липа

## Населені пункти
Сільській раді були підпорядковані населені пункти:
- с. Біще
- с. Залужжя
- с. Поручин

## Історія
1. Залужжя набуло статусу окремого населеного пункту (села) 1990 року;
2. село Поручин спочатку утворювало окрему сільську раду, згодом дві адміністративно-територіальні одиниці було об'єднано.

## Склад ради
Рада складалася з 16 депутатів та голови.
- Голова ради: Лещишин Марія Михайлівна
- Секретар ради: Ткачук Надія Іванівна

### Керівний склад попередніх скликань
| Прізвище, ім'я, по батькові | Основні відомості                                                               | Дата обрання | Дата звільнення |
| --------------------------- | ------------------------------------------------------------------------------- | ------------ | --------------- |
| Лищишин Марія Михайлівна    | Сільський голова, 1960 року народження, член Конгресу Українських Націоналістів | 26.03.2006   | 31.10.2010      |
| Лещишин Марія Михайлівна    | Сільський голова, 1960 року народження, освіта вища, позапартійна               | 31.10.2010   |                 |

Примітка: таблиця складена за даними сайту Верховної Ради України

### Депутати
За результатами місцевих виборів 2010 року депутатами ради стали:

#### За суб'єктами висування
| Суб'єкт висування               | Кількість обраних депутатів | %    |
| ------------------------------- | --------------------------- | ---- |
| Самовисування                   | 9                           | 56,3 |
| Політична партія «Наша Україна» | 5                           | 31,3 |
| Народна партія                  | 2                           | 12,5 |

#### За округами
| № округу                        | Прізвище, ім'я, по батькові | Дата визнання обраним | Освіта             | Партійна приналежність                | Відомості про обраного депутата              |
| ------------------------------- | --------------------------- | --------------------- | ------------------ | ------------------------------------- | -------------------------------------------- |
| Народна Партія                  |                             |                       |                    |                                       |                                              |
| 1                               | Кулик Василь Михайлович     | 02.11.2010            | вища               | член Народної партії                  | ПВАП «Світанок»                              |
| 16                              | Болюх Леся Миронівна        | 02.11.2010            | вища               | член Народної партії                  | Відділення зв'язку                           |
| Політична партія «Наша Україна» |                             |                       |                    |                                       |                                              |
| 2                               | Кізімович Олег Михайлович   | 02.11.2010            | вища               | член Політичної партії «Наша Україна» | Народний дім с. Біще, завідувач              |
| 3                               | Лещишин Олег Миколайович    | 02.11.2010            | вища               | член Політичної партії «Наша Україна» | Біщівська загальноосвітня школа, директор    |
| 4                               | Лещишин Богдан Миколайович  | 02.11.2010            | вища               | член Політичної партії «Наша Україна» | Куропатницька загальноосвітня школа, вчитель |
| 6                               | Лещишин Святослав Олегович  | 02.11.2010            | незакінчена вища   | член Політичної партії «Наша Україна» | студент                                      |
| 11                              | Петрів Ігор Михайлович      | 02.11.2010            | середня спеціальна | член Політичної партії «Наша Україна» | тимчасово не працює                          |
| Самовисування                   |                             |                       |                    |                                       |                                              |
| 5                               | Ткачук Надія Іванівна       | 02.11.2010            | вища               | позапартійна                          | ДП «Світанок», бухгалтер                     |
| 7                               | Масний Степан Олексійович   | 02.11.2010            | середня спеціальна | позапартійний                         | тимчасово не працює                          |
| 8                               | Процик Марія Василівна      | 02.11.2010            | вища               | позапартійна                          | Вільховецька загальноосвітня школа, вчитель  |
| 9                               | Саранчук Ігор Михайлович    | 05.11.2012            | середня            | позапартійний                         | студент                                      |
| 10                              | Шевців Михайло Миронович    | 05.11.2012            | незакінчена вища   | позапартійний                         | студент                                      |
| 12                              | Пєхна Марія Петрівна        | 02.11.2010            | середня спеціальна | позапартійна                          | тимчасово не працює                          |
| 13                              | Кузів Наталія Петрівна      | 02.11.2010            | вища               | позапартійна                          | тимчасово не працює                          |
| 14                              | Барбеца Богдан Васильович   | 05.11.2012            | незакінчена вища   | позапартійний                         | студент                                      |
| 15                              | Бич Ольга Степанівна        | 02.11.2010            | вища               | позапартійна                          | тимчасово не працює                          |